# Mărcăuți (Briceni)
Mărcăuţi è un comune della Moldavia situato nel distretto di Briceni di 1.617 abitanti al censimento del 2004.

## Località
Il comune è formato dall'insieme delle seguenti località (popolazione 2004):
- Mărcăuţi (1.571 abitanti)
- Mărcăuţi Noi (46 abitanti)